# Метт Каллен
Меттью Девід Каллен (англ. Matthew David Cullen; 2 листопада 1976, м. Вірджинія, США) — американський хокеїст, центральний нападник. Виступає за «Міннесота Вайлд» у Національній хокейній лізі (НХЛ).
Виступав за Бостонський університет (NCAA), «Балтимор Бендітс» (АХЛ), «Анагайм Дакс», «Цинциннаті Майті-Дакс» (АХЛ), «Флорида Пантерс», ХК «Кортіна», «Кароліна Гаррікейнс», «Нью-Йорк Рейнджерс», «Оттава Сенаторс», «Міннесота Вайлд», «Нашвілл Предаторс», «Піттсбург Пінгвінс».
В чемпіонатах НХЛ — 1516 матчів (266+465), у турнірах Кубка Стенлі — 132 матчі (19+39).
У складі національної збірної США учасник чемпіонатів світу 1999, 2003 і 2004 (21 матч, 4+11).
Досягнення
- Володар Кубка Стенлі (2006. 2016. 2017)
- Бронзовий призер чемпіонату світу (2004).